# San Juan del Puerto
San Juan del Puerto es un municipio español de la provincia de Huelva, Andalucía. El municipio cuenta con una población de 9811 habitantes (INE 2024). Su superficie es de 45 km² y tiene una densidad de 194 hab/km²,  habiendo aumentado su población en los últimos años considerablemente. Entre otros, su economía se sustenta en el sector industrial y agrícola.[cita requerida]

## Toponimia y símbolos

### Topónimo
San Juan del Puerto es un topónimo religioso que la Casa de Medina Sidonia eligió en honor a San Juan Bautista, que se conformó en un primer momento como Puerto de San Juan por su situación junto al río Tinto. La casa Medina Sidonia trataría de hacer diferencias entre ese otro enclave costero gaditano (de la que también fueron señores), de "El Puerto de Santa María", estableciendo para ello esta villa como "El Puerto de San Juan".  
En el año 1320 Diego González de Carvajal y Vargas, conde de Plasencia, ingresaba en la corte real tras casarse con Sevilla López de Villalobos y de la Cerda, (linaje Medina Sidonia), bisnieta de Sancho IV de Castilla y tataranieta de Alfonso X de Castilla y de Luis IX de Francia. Tras la unión, la familia cogió notable influencia en España por más de 500 años. De este modo, ambos linajes Colón y Medina Sidonia quedarían emparentados.  
Lo que pocos saben en cuanto al origen toponímico de esta villa costera onubense, es que la titularidad del Santo, provenía de una antigua parroquia hoy desaparecida por la actual, dedicada a este mismo Santo de la cristiandad. Aunque las razones por las que, caprichosamente se opta al templo de esta villa tan productiva comercialmente, debido a su puerto de mercancías, era en referencia a un título nobiliario concedido por el monarca Felipe IV, a una de las ramificaciones del linaje de la familia Colón, en su apellido Carvajal; en concreto al I Conde del Puerto, llamado Juan de Carvajal y Vargas (1632-¿?), primer miembro de esta saga creada en la villa de San Juan del Puerto. De ahí se deriva este topónimo que porta su nombre de pila, en virtud a la titularidad de su parroquia, en su honor, con el sobrenombre de "el Puerto", con base en la titularidad de su distinción nobiliaria. Habría que recordar, que esta villa de San Juan del Puerto, fue ese lugar donde se establece su cuñada Doña Briolanza Muñiz de Peres Tello (Perestello), junto con su esposo Miguel Muliart, donde el primogénito de Colón, Diego, convive unos años con sus tíos mientras su padre se dedicaba a las gestiones de la conquista.  

### Heráldica
Ovalado. Filiera de gules y en su campo de azur una embarcación de dos velas con banderolas en los palos y en la popa la española, sobre agua y superada de una cruz paté de gules. Dos ramas de laurel al exterior cruzadas abajo.

## Situación
Su término municipal se encuentra dentro de la denominada Tierra Llana de Huelva, con importantes espacios de marisma y esteros procedentes del río Tinto. Situada en los antiguos caminos entre Huelva y Sevilla, se encuentra a 10 kilómetros de la propia capital y cerca de las localidades de Trigueros, Lucena del Puerto y Moguer. El término municipal está atravesado por la Autovía del V Centenario (A-49), por la carretera nacional N-435 (Badajoz-Huelva) y por las carreteras autonómicas A-472, que se dirige hacia Niebla, y A-494, que conecta con Moguer. La altitud oscila entre los 75 metros en el centro del territorio y el nivel del mar en las marismas del río Tinto. El pueblo se alza a 14 metros sobre el nivel del mar. 
| Noroeste: Gibraleón | Norte: Gibraleón | Noreste: Trigueros          |
| Oeste: Huelva       |                  | Este: Trigueros             |
| Suroeste Huelva     | Sur: Moguer      | Sureste: Trigueros y Moguer |

## Demografía
San Juan del Puerto cuenta con una población de 9811 habitantes (INE 2024).
| Gráfica de evolución demográfica de San Juan del Puerto entre 1842 y 2021                                           |
| |
| Población de derecho según los censos de población del INE Población de hecho según los censos de población del INE |

Desde principios del siglo XXI se ha venido observando un importante aumento poblacional debido a que la localidad se ha convertido en ciudad dormitorio de la capital. Número de habitantes en los últimos diez años:
| 5990                      | 5910 | 5882 | 5933 | 5961 | 6058 | 6244 | 6560 | 6881 | 8190 | 9532 |
| (Fuente: INE [Consultar]) |      |      |      |      |      |      |      |      |      |      |

## Economía

### Evolución de la deuda viva municipal
El concepto de deuda viva contempla solo las deudas con cajas y bancos relativas a créditos financieros, valores de renta fija y préstamos o créditos transferidos a terceros, excluyéndose, por tanto, la deuda comercial.
| Gráfica de evolución de la deuda viva del Ayuntamiento de San Juan del Puerto entre 2008 y 2021                                |
| |
| Deuda viva del Ayuntamiento de San Juan del Puerto en miles de euros según datos del Ministerio de Hacienda y Función Pública. |

## Historia

### Fundación
««San Juan del Puerto es una villa moderna fabricada en Término de Huelva; pues consta, que en 20 de enero de 1468, estando en Villa-raza el Señor D. Juan Alonso de Guzmán, y su hijo el Señor D. Henrique, dieron licencia, para fundar en el Territorio de Huelva un nuevo pueblo, que se llamase San Juan del Puerto.» (Juan Agustín de Mora Negro y Garrocho, 1762.)»

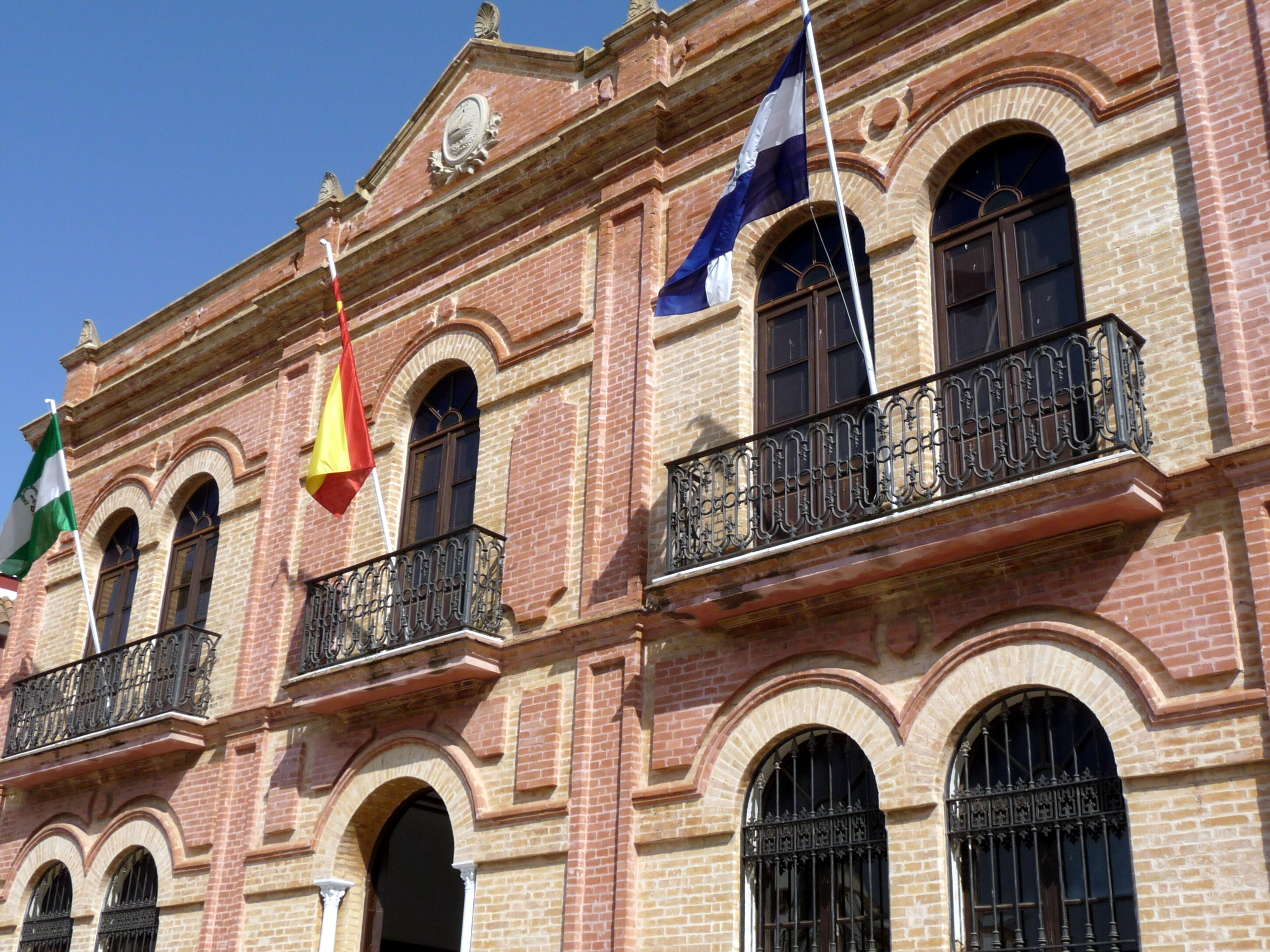
Ayuntamiento.

La fundación de San Juan del Puerto, a través de la Carta Puebla concedida por los Guzmanes el 10 de enero de 1468, se inserta en el marco de la repoblación interior que tuvo lugar en la Andalucía bética de los siglos XIV y XV y coincide en el tiempo con la efectuada en otras localidades de la provincia de Huelva. Con anterioridad se puede datar la presencia romana en el puente sobre el Arroyo Candón, en el camino de Sevilla, y la musulmana en el término municipal de San Juan del Puerto, como la prueba la torre-fortaleza situada en sus cercanías, que poseía funciones relacionadas principalmente con la vigilancia y defensa del territorio. Sin embargo, antes de la fundación existió un pequeño puerto al servicio de pescadores y gentes humildes, por donde se embarcaban algunas frutas y vinos. La coyuntura económica del siglo XV favoreció el comercio que, en la margen izquierda del Tinto, realizaban los puertos de Moguer y Palos de la Frontera fuera del control de los Medina Sidonia. Desvelada, por tanto, la importancia estratégica de este lugar en la margen derecha del Tinto, motivó que el Conde de Niebla y el Duque de Medina Sidonia otorgaran, en 1468, cartas de Privilegios para poblar el Puerto de San Juan, primera denominación que se dio a la localidad, cuyas primeras ordenanzas municipales se basaron en las de la vecina Palos de la Frontera. Así pues, la fundación del Puerto de San Juan tuvo esencialmente un motivo económico y comercial. Afianzado el Puerto, su enjundia marinera colocó desde un principio a los vecinos del lugar en el camino hacia las Indias, siendo Mateo Morales el que, en 1493, partió hacia América en la segunda expedición que preparó Cristóbal Colón. En 1551, el Puerto de San Juan pasó de denominarse "lugar" a villa, convirtiéndose ya en el siglo XVII en un punto redistribuidor de las importaciones extranjeras para la costa onubense. Durante el siglo XVIII, San Juan del Puerto funciona como verdadera avanzadilla de toda una campiña que, a mediados de siglo, vive también del comercio. Las producciones principales fueron trigo y vid de los campos, leñas y corchos de las dehesas y ejidos y sal de las marismas.

### Edad Contemporánea
La actividad portuaria decayó en el siglo XIX. No obstante, la explotación colonial inglesa de las minas del Andévalo dio un nuevo auge al desarrollo del puerto. Así, en 1867, se iniciaron las obras de construcción del ferrocarril de Buitrón a San Juan del Puerto, que entró en servicio en 1870. Se acondicionó el embarcadero de la ría de San Juan para recibir los minerales de pirita cobriza y de los productos agrícolas, ganaderos y forestales de todos los pueblos por los que pasaba el ferrocarril (Valverde del Camino, Beas y Trigueros). Cinco años después entró en servicio el ferrocarril de Riotinto, que enlazaba las minas de Riotinto con Huelva y contaba con una parada en el municipio. Además, en 1880 se inauguró la línea Sevilla-Huelva y la estación de San Juan del Puerto-Moguer, lo que permitió la conexión del municipio con el resto de la red ferroviaria de ancho ibérico. Todo ello convirtió a San Juan del Puerto en un importante nudo ferroviario, contando con hasta tres estaciones de ferrocarril.
La actividad minera quedó paralizada en 1969 ante su falta de rentabilidad, lo que supuso el cierre definitivo del ferrocarril de Buitrón. Unos años después también se clausuró al tráfico el ferrocarril de Riotinto. En la segunda década del siglo XX se trabaja por la recuperación del Muelle del Tinto y su entorno, con el objetivo añadido de transformar el antiguo trazado del ferrocarril del Buitrón en Vía Verde para la realización de actividades turísticas relacionadas con el ocio y tiempo libre.

## Patrimonio

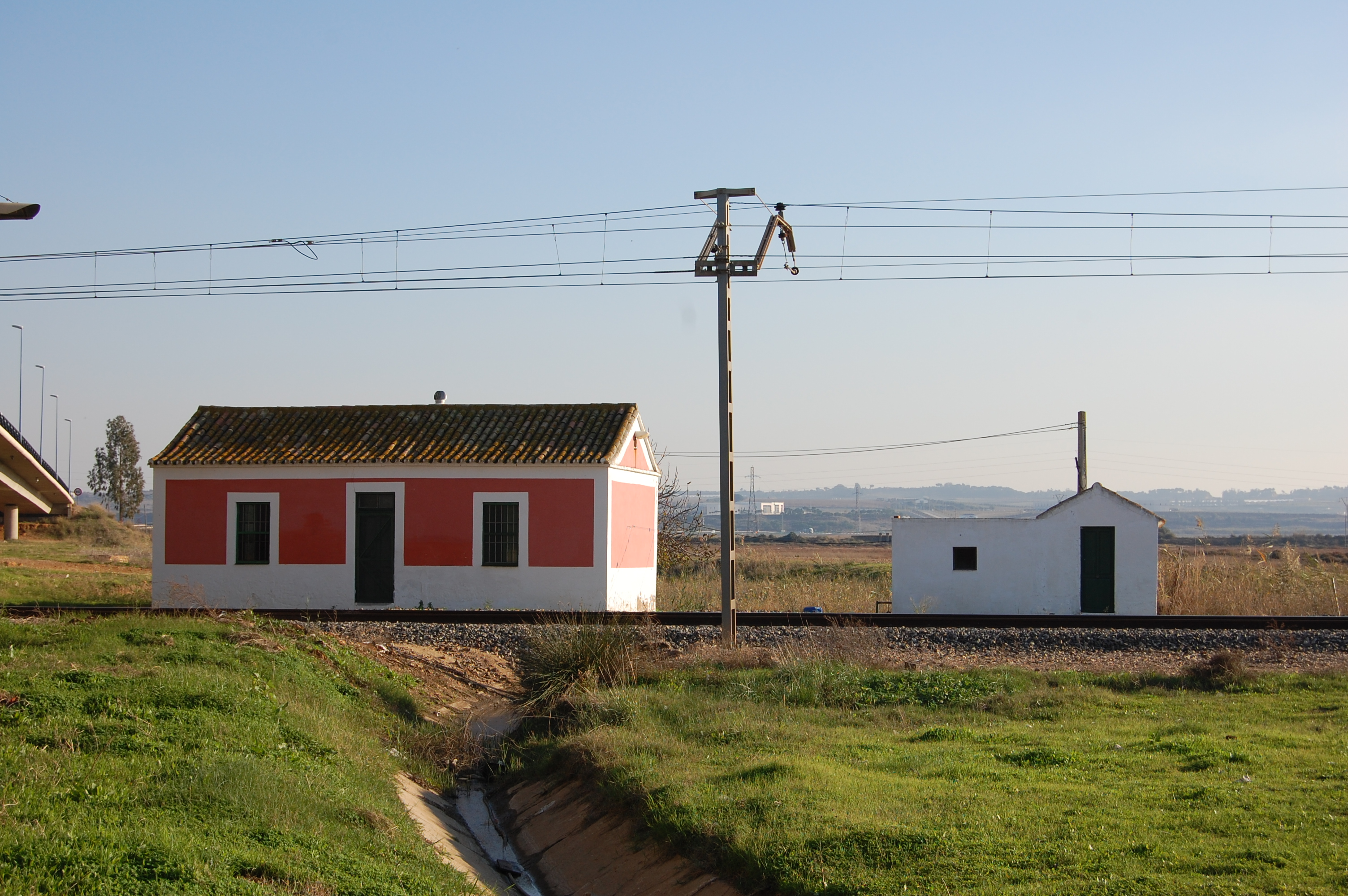
Casilla de guardabarreras de la Rio Tinto Company Ltd junto al Río Tinto.

Dentro del patrimonio religioso destaca la Iglesia parroquial de San Juan Bautista datada en 1500 además de la pequeña Ermita los Remedios. En cuanto a los edificios civiles es interesante el edificio del Ayuntamiento, edificado en 1902 por Manuel Pérez González y la antigua estación de tren que, quizá por cercanía, guarda enorme semejanza con la Estación de Huelva por su estilo neomudéjar. Asimismo son importantes, ya fuera del núcleo urbano, el puente de origen romano sobre el Arroyo Candón y los restos árabes en una finca privada.

## Fiestas y cultura
Las fiestas religiosas se celebran en honor al patrón de la localidad, San Juan Bautista del que proviene su propio nombre, acompañadas de tradicionales dianas, capeas y de una feria en el recinto ferial, del 18 al 24 de junio y de una corte de honor formada por la reina, una pareja de pajes y de 12 damas, y en honor a la patrona la Virgen del Carmen el 16 de julio, estas fiestas va acompañada por la banda de música: Banda Filarmónica "ciudad de Bollullos", de Bollullos Par del Condado. La romería que se celebra en septiembre.